# لیمبو

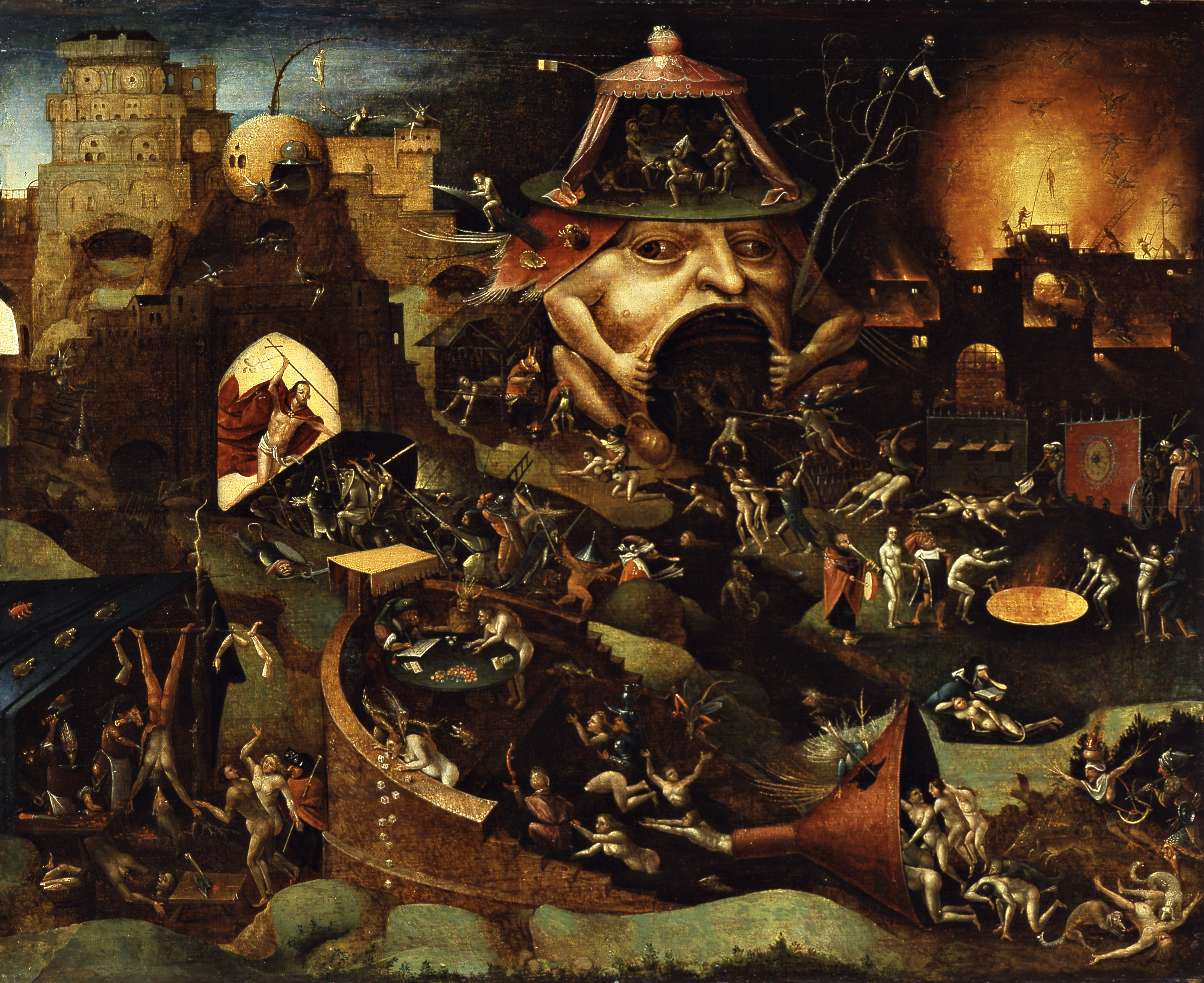
مسیح در لیمبو (۱۵۷۵) توسط هیرونیموس بوش

در الهیات کلیسای کاتولیک، لیمبو (اعراف) (به لاتین لیمبوس، به معنی لبه و سرحد که اشاره به «مرز» دوزخ دارد) یک ایدهٔ تفکری دربارهٔ زندگی پس از مرگ بوده و مختص به کسانی می‌باشد که با گناه نخستین مرده‌اند اما به دوزخ وارد نشده‌اند. لیمبو یک اصل رسمی از سوی کلیسای کاتولیک یا هیچ‌یک از مذاهب مسیحی نمی‌باشد. حکمای قرون وسطایی، مخصوصاً در اروپای غربی، دنیای مردگان («جهنم»، «هادس»، «اینفرنوم») را به چهار بخش تقسیم کرده‌اند:
1. دوزخ (که بعضاً جهنم‌دره نامیده می‌شود)
2. برزخ
3. لیمبوی پدران یا بزرگان خاندان
4. لیمبوی کودکان

در ترجمه کتاب کمدی الهی دانته، از شجاع الدین شفا، هنگامی که دانته و ویرژیل به اولین حلقه از دوزخ (لیمبو) می‌رسند، برابر در نظر گرفته شده برای لیمبو، اعراف می‌باشد.
اعراف محلی است که در قیامت گروهی از افراد که نه شایسته بهشت و نه مستحق جهنم هستند در آن جای داده می‌شوند.